# Юджедаг, Мустафа
Мустафа Юджедаг (тур. Mustafa Yücedağ; 25 апреля 1966, Газиантеп — 17 февраля 2020, Зандам, Северная Голландия) — турецкий футболист, полузащитник. Выступал за турецкие клубы «Сарыер», «Галатасарай» и «Фенербахче», а также за нидерландские клубы «Аякс», «Зволле» и «Де Графсхап». За национальную сборную Турции провёл 9 матчей.

## Клубная карьера
Мустафа Юджедаг родился в турецком городе Газиантеп, но позже переехал в Нидерланды, где и прошло его детство. В 17 лет Мустафа попал в футбольную академию амстердамского «Аякса». В основной команде клуба, Мустафа дебютировал 27 октября 1985 года в домашнем матче против «Харлема», Юджедаг вышел на замену на 62-й минуте матча вместо Арнолда Мюхрена, матч завершился уверенной победой «Аякса» со счётом 5:1. Из-за высокой конкуренции в составе, молодой Юджедаг был в 1986 году отдан в аренду клубу «Зволле», которым тогда руководил Ко Адриансе. За два сезона в Высшем дивизионе Нидерландов Юджедаг провёл за «Зволле» 39 матчей и забил 7 мячей. После окончания аренды, Мустафа предпочёл продолжить свою карьеру в Турции, а именно в клубе «Сарыер» из города Стамбул, хотя до этого Мустафа мог оказаться в «Фенербахче», в котором некоторое время тренировался.
Проведя два сезона за «Сарыер», Мустафа в 1990 году перешёл в стан восьмикратного чемпиона Турции «Галатасарай». Дебют Юджедага в чемпионате Турции состоялся 25 августа 1990 года в матче против «Болуспора». В матче Мустафа появился с первых минут, но во втором тайме на 65-й минуте был заменён на Саваша Демирала, в итоге матч завершился вничью 1:1. В своём дебютном сезоне за «Галатасарай» Юджедаг сыграл 17 матчей в чемпионате Турции, а также один в кубке Турции. В сезоне 1991/92 Мустафа открыл счёт своим голам за «Галатасарай», это произошло 16 февраля 1992 года в матче чемпионата Турции против «Анкарагюджю». В гостевом матче Мустафа отличился на 20-й минуте, выведя свой клуб вперёд 0:1, а затем голы Юсуфа Алтынташа и поляка Романа Косецкого, подвели черту по итогом матча 0:3. Всего в чемпионате Мустафа провёл 25 матчей и два в кубке Турции, «Галатасарай» закончил сезон на третьем месте.
В конце мая 1992 года контракт Мустафы с «Галатасарай» истёк, и Юджедаг стал свободным игроком. В октябре 1992 года Юджедаг подписал контракт с клубом «Фенербахче». Дебютировал Мустафа 17 октября 1992 года в матче чемпионата Турции сезона 1992/93 против «Трабзонспора». Юджедаг вышел на замену в конце матча, который завершился гостевой победой «Фенербахче» со счётом 3:4. После двух проведённых матча за два месяца Юджедаг 24 декабря 1992 года был отдан в аренду клубу «Сарыер». Дебют Мустафы состоялся 23 января 1993 года в матче чемпионата Турции против «Трабзонспора», который завершился вничью 2:2. Спустя две недели, 6 февраля 1993 года Юджедаг отметился первым забитым мячом за «Сарыер», это произошло в матче чемпионата Турции против «Фенербахче», Мустафа забил на 46-й минуте матча, но это не помогло его клубу избежать поражения со счётом 2:4. Всего за «Сарыер» в чемпионате Турции сезона 1992/1993 Юджедаг сыграл 14 матчей и забил 3 мяча, а также провёл один матч за кубок Турции, который состоялся 27 января 1993 года против «Бешикташа», завершившийся поражением «Сарыера» со счётом 3:0.
После окончания аренды в мае 1993 года Мустафа спустя месяц перешёл в нидерландский «Де Графсхап», который выступал в Первом дивизионе Нидерландов. В ноябре 1993 года Юджедаг был продан «Де Графсхапом» за 100 тысяч гульденов турецкому «Газиантепспору». Но дебют Мустафы за клуб состоялся лишь 20 февраля 1994 года в матче чемпионата Турции против «Бурсаспора», который завершился гостевым поражением «Газиантепспора» со счётом 1:0. Всего за клуб Мустафа сыграл три матча за шесть месяцев, такой результат был из-за того, что Юджедаг долго восстанавливался после травмы ноги. 1 июля 1994 года Юджедаг вновь вернулся в «Сарыер», но из-за не слишком хорошего состояния здоровья провёл всего 8 матчей в чемпионате Турции второго дивизиона. В мае 1995 года Мустафа покинул «Сарыер», в том же году Юджедаг мог продолжить карьеру в нидерландском клубе, но всё же решил завершить её в возрасте 30 лет.

## Карьера в сборной
В молодёжной сборной Турции Мустафа дебютировал 20 сентября 1988 года в товарищеском матче против Греции, который завершился победой турок со счётом 1:0, благодаря единственному забитому мячу Реджепа Умута на 58-й минуте матча.
В главную сборную Турции Мустафа был приглашён на отборочный матч к Чемпионату мира 1990 против сборной Исландии, который состоялся 12 октября 1988 года и завершился вничью 1:1, Юджедаг в том матче так и не дебютировал, так как был запасным игроком. Спустя месяц, 11 ноября 1988 года, Мустаа дебютировал за сборную в отборочном матче против Австрии, Юджедаг провёл на поле весь матч, а его сборная в гостевом матче проиграла со счётом 3:2. Всего за сборную Юджедаг провёл девять матчей, свою последнюю игру Мустафа провёл 2 сентября 1990 года в товарищеском матче против Венгрии, который завершился победой венгров со счётом 4:1. 14 ноября 1990 года Мустафа вызывался в сборную для участия в отборочном матче к Чемпионату Европы 1992 против сборной Польши, но в том матче Юджедаг так и не появился.
| Матчи за сборную Турции | Матчи за сборную Турции | Матчи за сборную Турции | Матчи за сборную Турции | Матчи за сборную Турции | Матчи за сборную Турции |
| ----------------------- | ----------------------- | ----------------------- | ----------------------- | ----------------------- | ----------------------- |
| №                       | Дата                    | Оппонент                | Счёт                    | Голы                    | Соревнование            |
| 1                       | 2 ноября 1988           | Австрия                 | 3:2                     | -                       | Отборочный матч ЧМ-1990 |
| 2                       | 29 марта 1989           | Греция                  | 0:1                     | -                       | Товарищеский матч       |
| 3                       | 10 мая 1989             | СССР                    | 0:1                     | -                       | Отборочный матч ЧМ-1990 |
| 4                       | 20 сентября 1989        | Исландия                | 2:1                     | -                       | Отборочный матч ЧМ-1990 |
| 5                       | 25 октября 1989         | Австрия                 | 3:0                     | -                       | Отборочный матч ЧМ-1990 |
| 6                       | 15 ноября 1989          | СССР                    | 2:0                     | -                       | Отборочный матч ЧМ-1990 |
| 7                       | 11 апреля 1990          | Дания                   | 1:0                     | -                       | Товарищеский матч       |
| 8                       | 27 мая 1990             | Ирландия                | 0:0                     | -                       | Товарищеский матч       |
| 9                       | 2 сентября 1990         | Венгрия                 | 4:1                     | -                       | Товарищеский матч       |

Итого: 9 матчей, 0 голов; 1 победа, 1 ничья, 7 поражений

## Достижения
- Обладатель Кубка Турции: 1991